# Chiesa della Beata Vergine del Paradiso (Clusone)
La chiesa della Beata Vergine del Paradiso, o come originariamente chiamata Santa Maria del Paradiso detta informalmente chiesa del Paradiso, è situata nel comune di Clusone, in val Seriana provincia di Bergamo sulla piazza omonima. L'austera facciata, rivolta a ovest, è realizzata in sasso locale, l'abate Antonio Uccelli, filosofo e studioso, sostenne che queste pietre provenissero da alcuni fortini rifugio un tempo dei guelfi e ghibellini, la pavimentazione del sagrato che la precede è in cubetti di porfido, e delimitata da bassi pilastri in granito.

## Storia

### Costruzione
La necessità di avere in Clusone locali dediti al ricovero e all'accoglienza di pellegrini che erano numerosi a causa di pestilenze e altre carestie portò nel 1486 a donare da parte della comunità, territori ed edifici ai padri Benedetto, Mariano e Francesco, tutti e tre nativi di Clusone, frati dell'Ordine dei Servi di Maria in località detta Canèpa,, e a concedere come luogo di culto la chiesa di Sant'Alessandro posta a sud dell'ospizio, come riportato nei verbali della visita pastorale dell'arcivescovo di Milano, san Carlo Borromeo dell'autunno del 1575 che indicava questa chiesa come antica.
L'antica chiesa di Sant'Alessandro, venne distrutta nel 1836, mentre la bacheca con l'affresco del santo nel 1909.
Per le liturgie i frati costruirono una piccola cappella con l'effige della Pietà sullo sfondo della croce affiancata da san Filippo Benizi e san Pellegrino Laziosi. La cappelletta, come pure il convento, venne denominato Santa Maria del Paradiso.

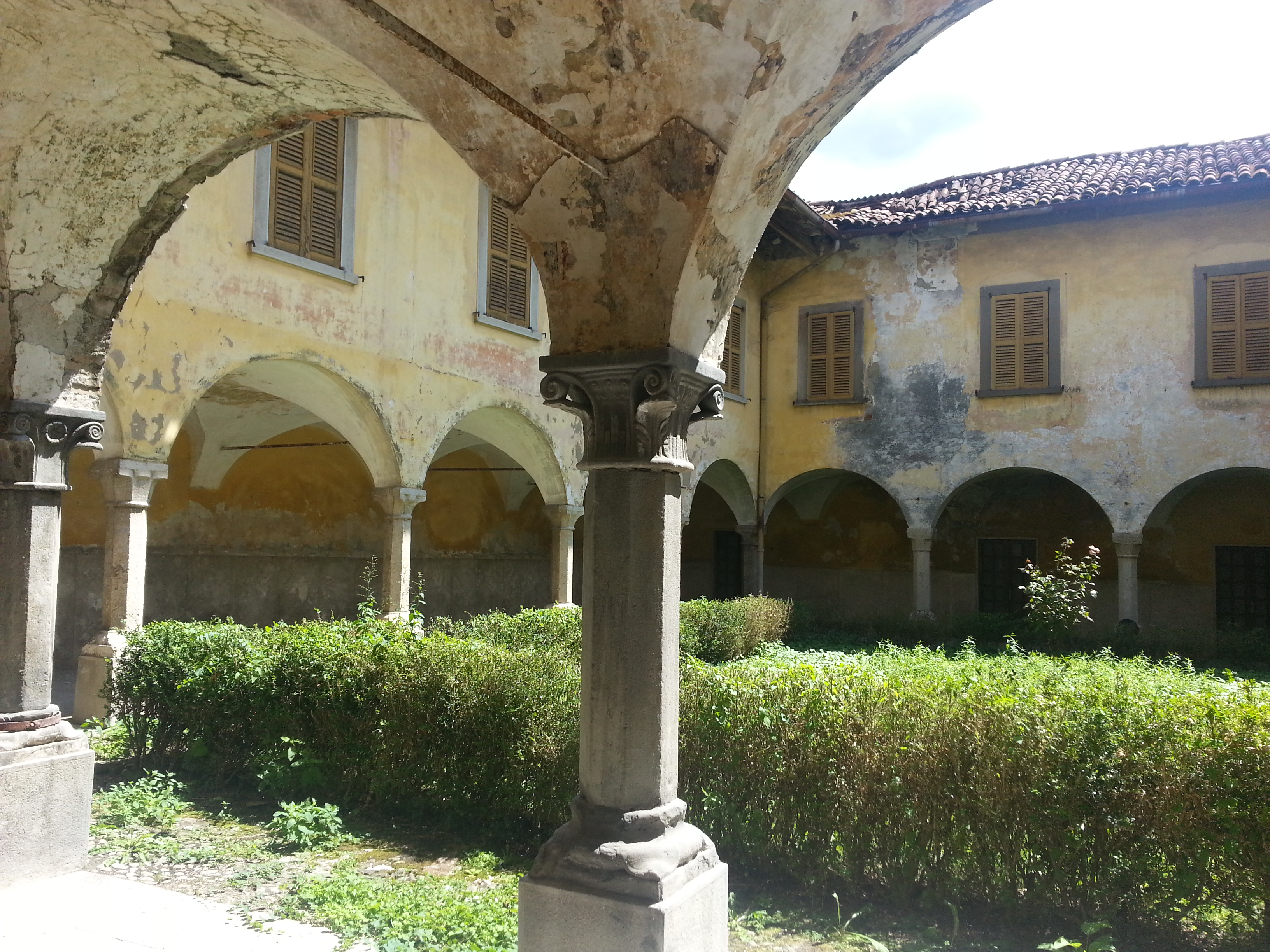
Chiostro adiacente alla chiesa del Paradiso, facente parte del monastero delle monache terziarie mantellate

Il 23 settembre 1495, data non documentata, si narra che l'immagine venne sfregiata con una spada da un soldato, e dallo sfregio uscirono gocce di sangue, questo porterà a un aumento della devozione all'immagine stessa, tanto da dover costruire un più ampio edificio. Il secondo archetto a sinistra della facciata della chiesa, riporta la data del 1565.

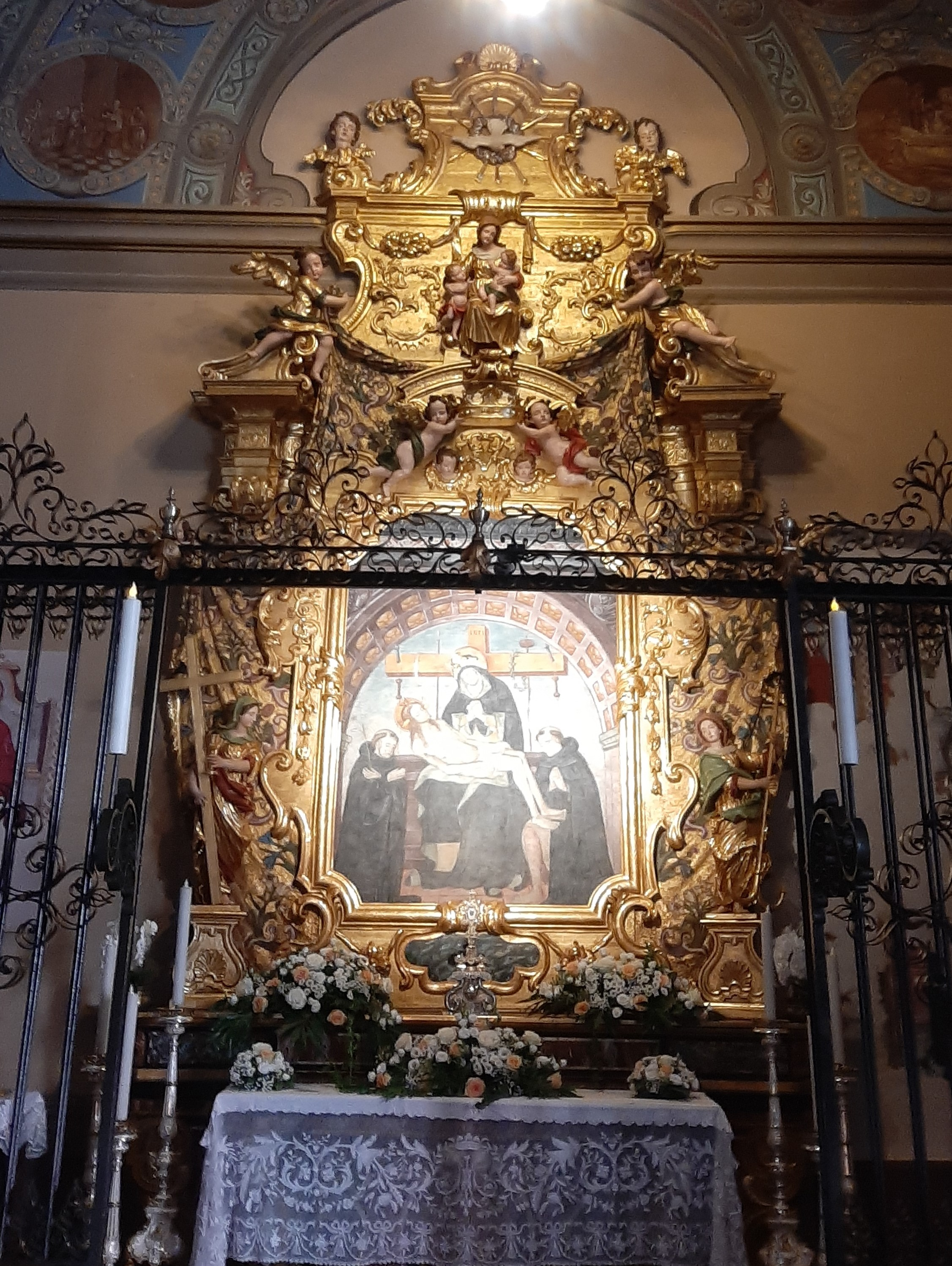
Altare della Madonna

Alla fine del XV secolo risulta presente sul luogo anche il ramo femminile delle terziarie mantellate.
La storia della chiesa segue quella del convento adiacente, dei padri serviti che lasciarono il territorio nel 1659 e quello della clarisse nel 1810. Il convento divenne una ginnasio comunale nel 1808 sotto la direzione di don Antonio Riccardi e nel 1886 venne intitolato al cardinale Angelo Mai, che chiuderà nel 1924.

### Restauri
Dopo l'abbandono del convento, da parte dei frati e della suore, la chiesa, onde evitarne l'incuria, venne nominata sussidiaria della parrocchiale di Santa Maria Assunta.
Dal 1734 al 1902 la chiesa venne sottoposta a restauri che non ebbero un esito positivo; la copertura a capriate venne sostituita con una volta a unica navata, conservando gli archi acuti presenti nel presbiterio.
Nel 1882, grazie ad un ricco lascito di Ignazio Trussardi, si intraprese un grande restauro, ma questo oltre a causare gravi lutti e infortuni ad operai addetti al restauro, risulterà anche non in armonia con le linee originali dell'edificio; inoltre negli anni successivi nuove fenditure si presenteranno sui muri perimetrali dove erano state rimosse le chiavi preesistenti, tanto da obbligare nel 1885 la chiusura della chiesa per motivi di sicurezza.
Nel XX secolo vennero riprese le opere di restauro che riportarono la chiesa alla sua iniziale struttura, vennero rinnovate le decorazioni, nel 1962 venne effettuata la nuova pavimentazione, fino al 1993 anno di posa dei due nuovi portali in bronzo dello scultore Claudio Nanni.

## Descrizione
L'ingresso, posizionato a livello superiore rispetto all'interno della chiesa, si presenta con una scalinata di sette gradini semicircolari. L'interno a una sola navata suddivisa da lesene e archi a sesto acuti in quattro campate ha ai lati cappelle. Il rosone posto sulla facciata e altri posti ai lati danno luminosità all'interno che si presenta fitto di decorazioni di carattere geometrico. Sulle lesene vi sono dipinti i dottori della chiesa.

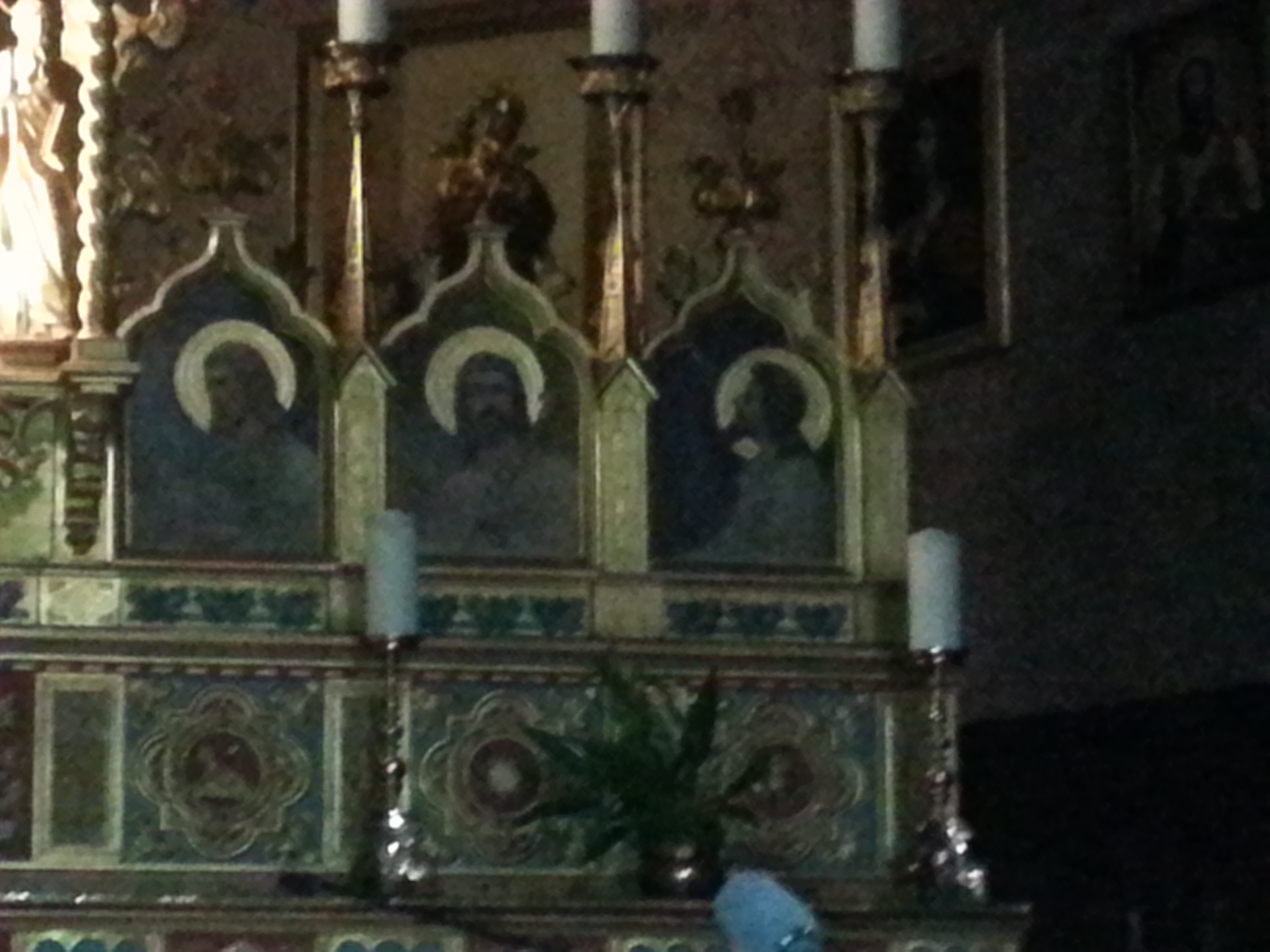
Tavole linee dell'altare maggiore di Giovanni Trussardi Volpi

### Altare della Visitazione e presbiterio
L'altare posto al centro del presbiterio venne realizzato nel 1900 su disegno dell'architetto Virginio Muzio recuperando il paliotto preesistente di Grazioso Fantoni in legno intagliato, con al centro la scena della visitazione. La parte superiore in ceramica viene sovrastata da sei tavole dipinte ad olio da Giovanni Trussardi Volpi raffiguranti la Vergine tra i profeti. La parete di destra è invece occupata dal bancale dove sono state posizionate nove edicole con relative tarsie opera di Alessandro Gritti datate 1941 così come l'ambone..
Le tele di Antonio Cifrondi arredano le pareti laterali del presbiterio. Quelle dei santi Pietro e Paolo dal 1975, recuperate da un'antica chiesa in disfacimento, ritirate da un privato clusonese che ne ha poi fatto dono alla chiesa. Nel 1983 vennero poste altre due tele raffiguranti l'allegoria con i simboli della passione. Nella parete a sinistra dell'altare, posta nel 1991 la grande tela dell'Ultima Cena, mentre nell'apside, è appesa la sesta tela raffigurante san Francesco Saverio.
Nella parete a sinistra del presbiterio, si trovano collocate le tele di Domenico Carpinoni: la Maddalena, opera firmata dall'autore, la Natività di Maria santissima e la pala di san Lucio proveniente dalla chiesa omonima, dipinto votivo come riporta l'iscrizione.

### Altare dell'Addolorata
L'altare della Madonna addolorata è collocato all'interno di una cappella chiusa in da cancellata, ed è opera dei Fantoni di Rovetta realizzato nel 1730. L'ancona superiore all'altare racchiude l'affresco immurato dell'Addolorata ed è coronato da un drappeggio ligneo arricchito dei motivi floreali realizzati con carta a mano e dipinta trattenuto e disteso da angeli, a protezione completa dell'affresco medesimo. Di Andrea Fantoni sono le tre statue lignee che raffigurano le Virtù teologali, fede, speranza e carità L'affresco è di fattura precedente la chiesa stessa, probabilmente realizzato nel 1488, l'anno della venuta a Clusone dei frati serviti, anzi si ritiene fosse stato proprio un frate ad eseguire l'affresco stesso. La Madonna seduta sull'orlo del sepolcro ha alle sue spalle la croce che riporta tutta la simbologia della passione.

### Altare del Crocifisso

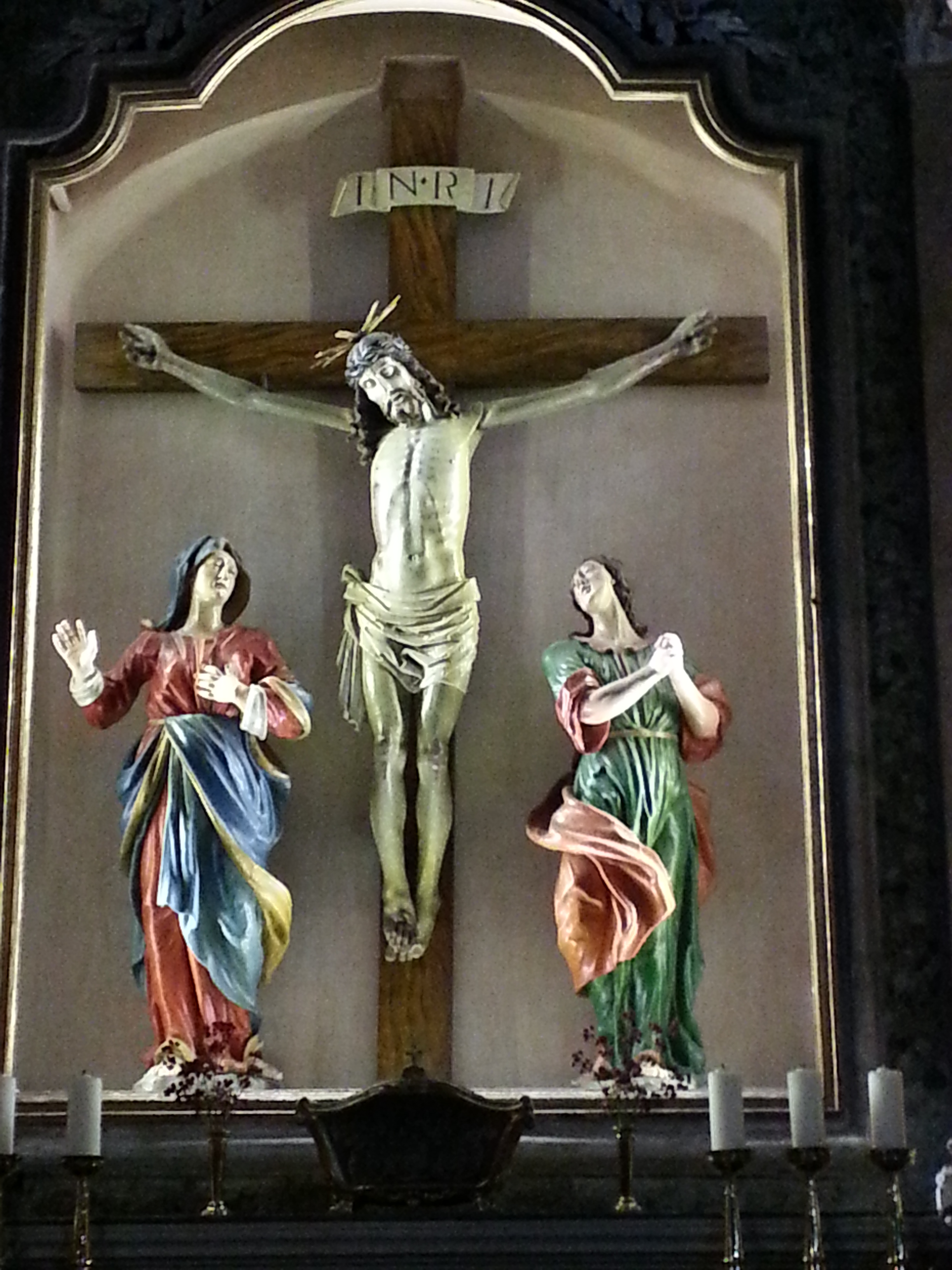
Altare del Crocifisso

Sull'altare realizzato in stucchi marmorizzati, eretto nel 1575, vi è collocato il Crocifisso del XV secolo con accanto le statue dell'Addolorata e di San Giovanni di scuola tardofantoniana, mentre gli angeli posti sui timpani e al vertice dell'ancona sono in gesso di Giuseppe Siccardi, della fine del XIX secolo.
Vi si trovano appese le quattordici tele della Via Crucis, che fino al 1980 erano state considerate opera del Carpinoni, ma da uno studio risultano di autore ignoto.

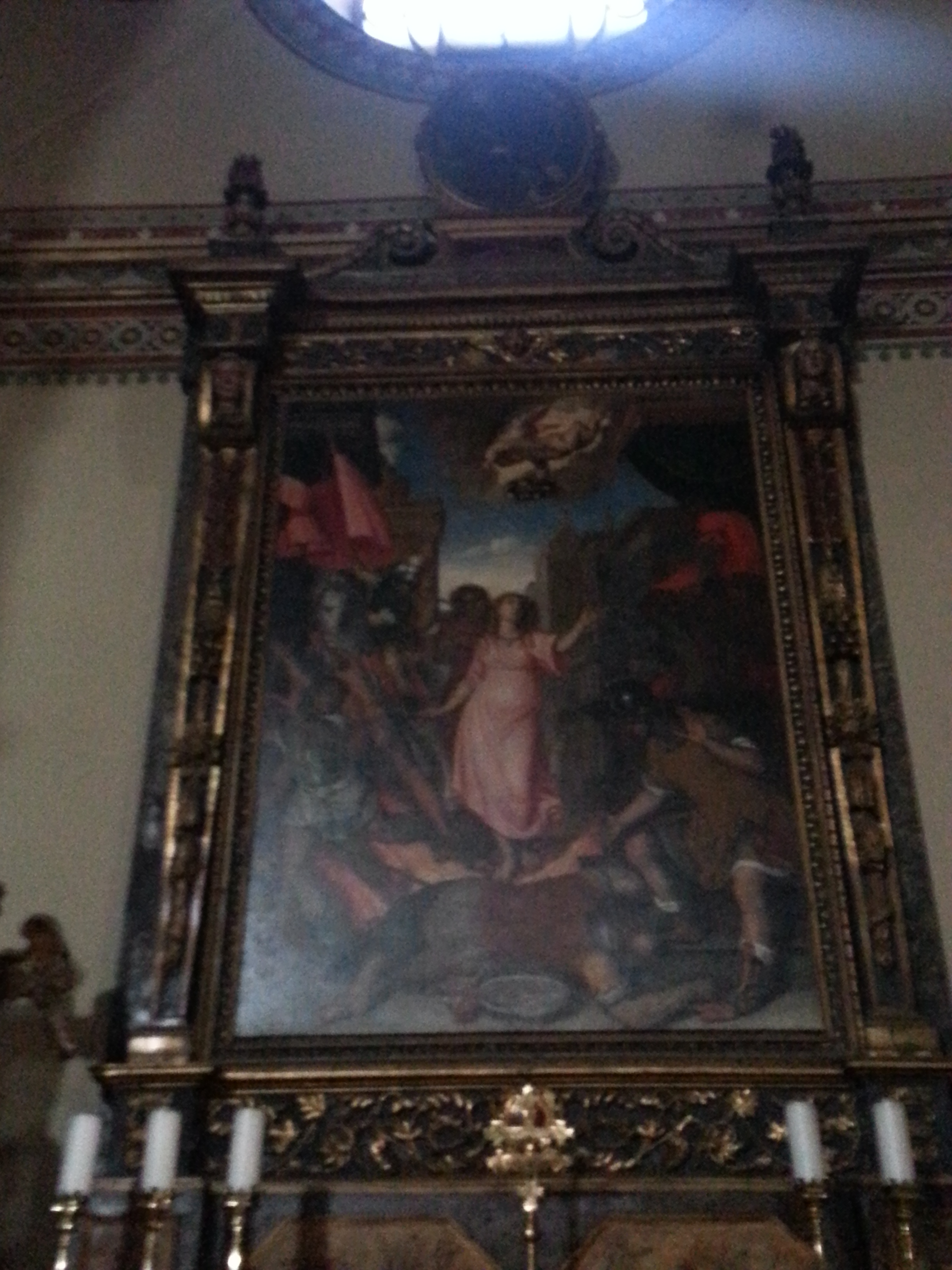
Martirio di Santa Lucia di Marco Richiedei

### Altare di Santa Lucia

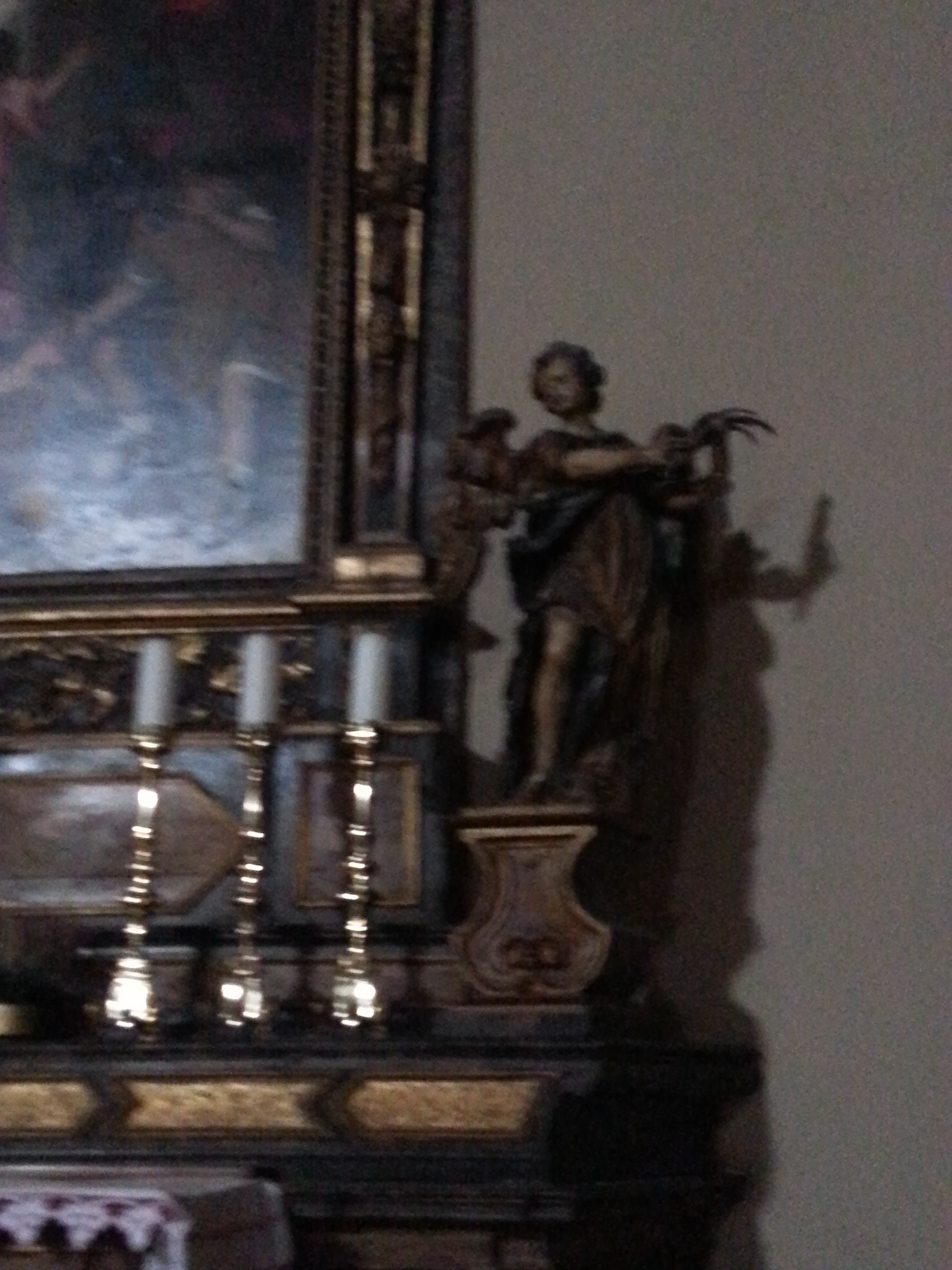
Altare di Santa Lucia, Angelo con la palma di Grazioso Fantoni

L'altare, ne riporta la data di realizzazione in numeri romani, 1648, con lo stemma della famiglia Viti-Bonicelli che l'aveva commissionato, mentre il materiale, e semplicità della linea delle opere lignee lo farebbero classificare tra quelle eseguite da Grazioso Fantoni.. Nell'ancona è ospitato il dipinto di Marco Richiedei con la raffigurazione del martirio di Santa Lucia, con la datazione precedente all'altare stesso, essendo l'autore morto nel 1627, e con la particolarità che il dipinto è l'unico suo presente nella bergamasca.

### Altare di San Giuseppe
L'altare fu realizzato tra la fine del Seicento e l'inizio del Settecento, ma non se ne conosce l'autore. Il dipinto di Bartolomeo Litterini è racchiuso nell'ancona in stile gotico alpino, con due cariatidi laterali. Il tabernacolo è di fattura precedente con il dipinto di Cristo prigioniero d'amore, opera di Domenico Carpinoni, che faceva parte di un altare precedente La tela Transito di San Giuseppe fu realizzata nel 1707 dal Litterini in quanto amico di Andrea Fantoni, ricca la documentazione che testimonia l'importante rapporto tra questi artisti

### Altare della Concezione
L'altare, opera della bottega dei Rossi, risale al XVIII secolo edificato per desiderio delle suore clarisse presenti nel convento attiguo la chiesa, e sostituisce uno precedente dedicato a san Rocco. Sulla cima dell'ancona, in legno intagliato, con due cariatidi laterali, porta il simbolo delle 'braccia incrociate, quale richiamo alle chiese francescane.

### Affresco della peste

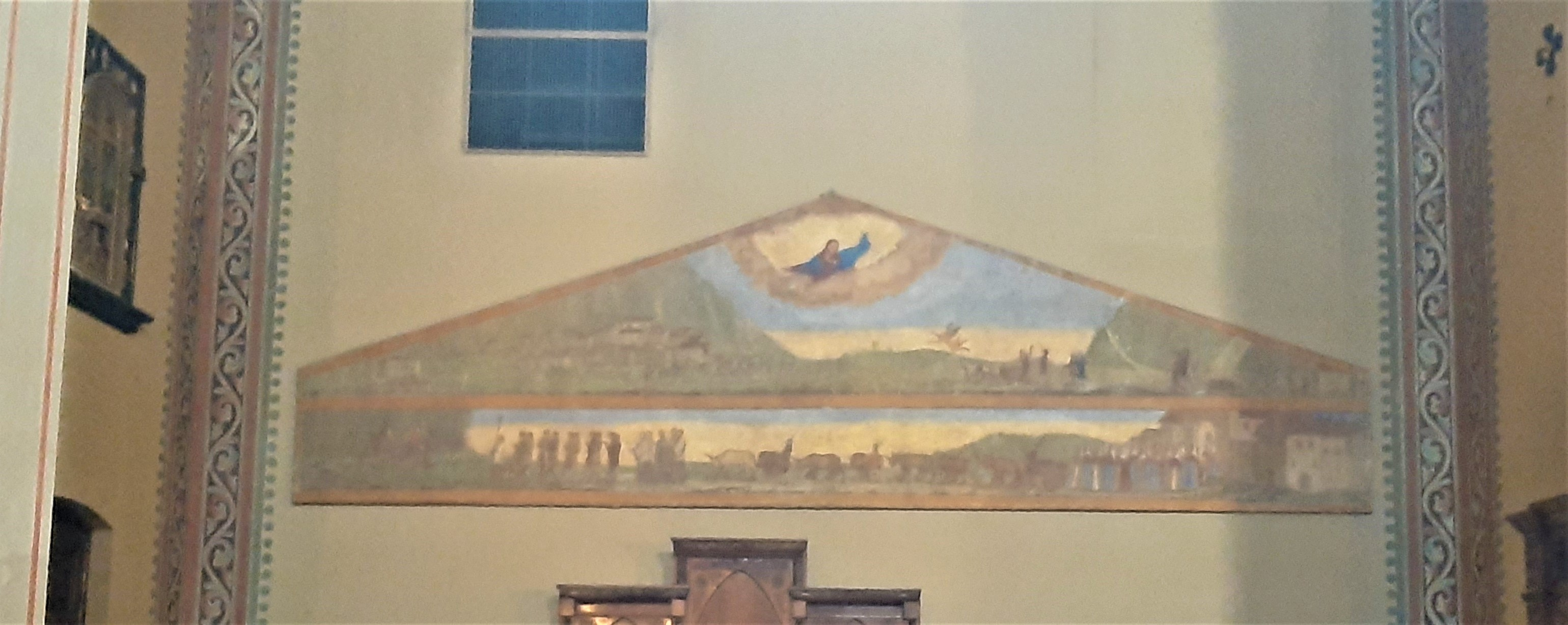
Affreschi Brighenti

Di Giovan Battista Brighenti è l'affresco raffigurante la peste del 1630, mentre la tela a olio è del figlio Antonio. L'affresco dalla forma triangolare è stato tolto dalla chiesa dei Morti Nuovi e posizionato nel 1963 in previsione di altri lavori mai eseguiti. L'affresco narra la sepoltura del frate cappuccino padre Giacomo Albrici, e vi è raffigurata Clusone così come doveva essere nel XVII secolo, il lazzaretto per gli appestati, presente sul territorio, e un corteo funebre

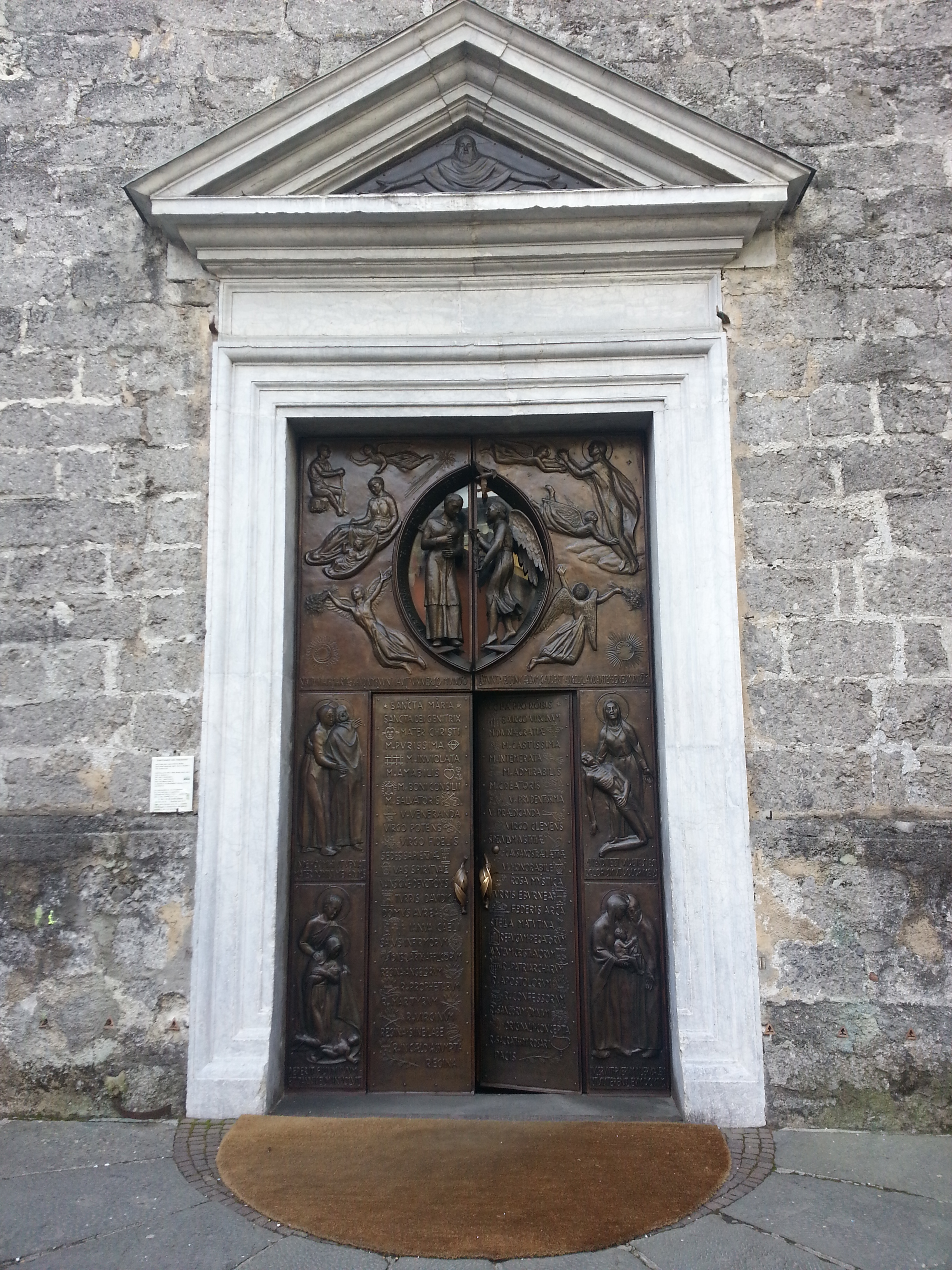
Portale centrale di Claudio Nani

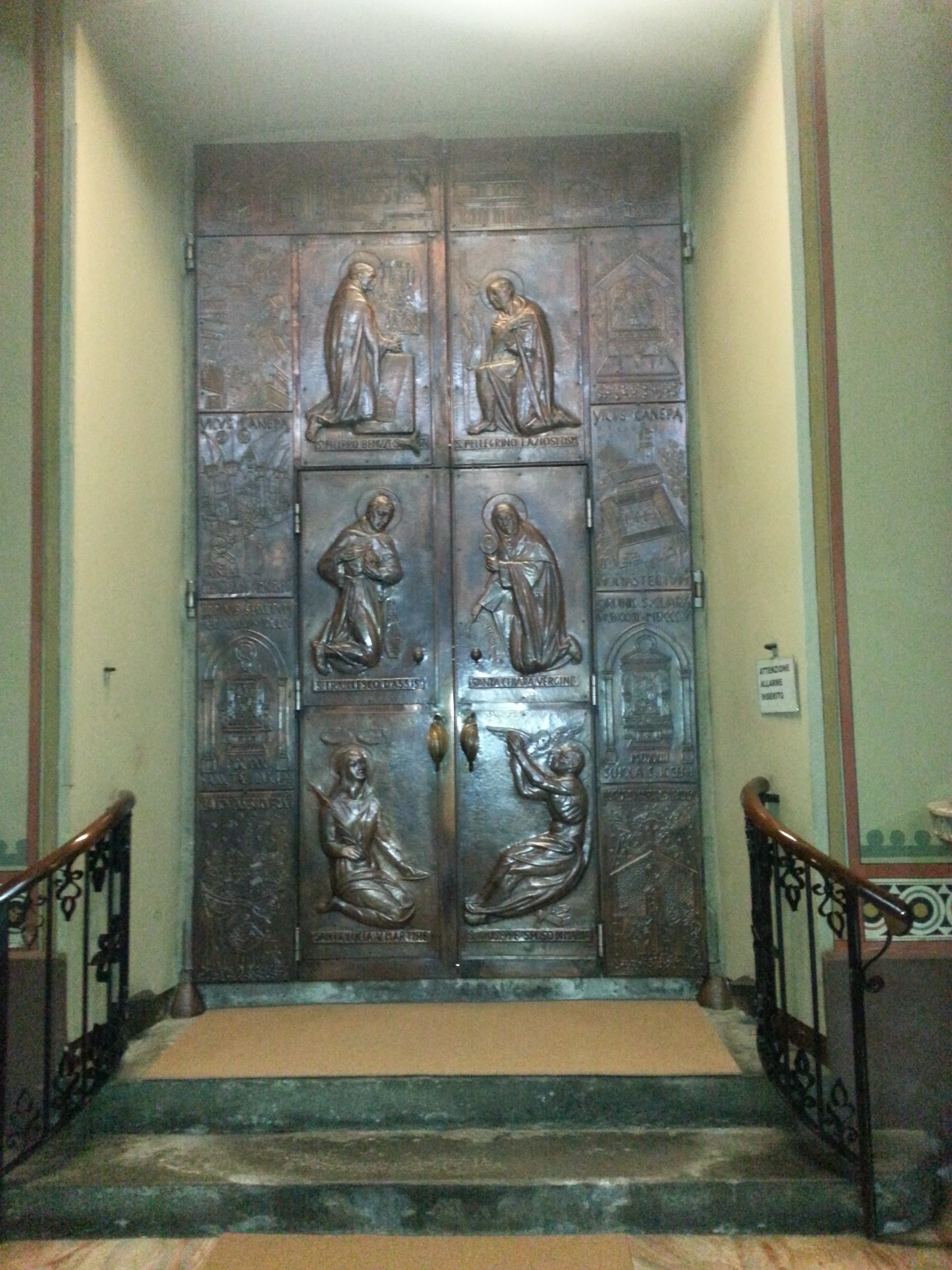
Porta laterale di Claudio Nani

### Portali
I due portali in bronzo, posti a sostituzione di quelli precedenti in legno gravemente deteriorati, sono opera di Claudio Nani, e datati 1993. La porta d'ingresso principale, rivolta ad ovest, è intitolata La Vergine Maria nel mistero di Cristo, e suddivisa in sette pannelli riproducenti la vita di Maria. Nella parte centrale del portale si trova la raffigurazione dell'Annunciazione in un'originale mandorla che dà luce all'interno della chiesa. La porta laterale è una raffigurazione della storia della chiesa stessa.